# Association sportive de l'Office togolais des recettes
Pour les articles homonymes, voir AS Douanes.
 (juillet 2017).
Si vous disposez d'ouvrages ou d'articles de référence ou si vous connaissez des sites web de qualité traitant du thème abordé ici, merci de compléter l'article en donnant les références utiles à sa vérifiabilité et en les liant à la section « Notes et références ».
Maillots
Actualités
L'Association sportive de l'Office togolais des recettes est un club togolais de football basé à Lomé. Il a porté le nom d'Association sportive des douanes de Lomé jusqu'en septembre 2015.

## Histoire
Le jeudi 17 septembre 2015, lors d’une assemblée générale organisée au siège de l’office, l’Association Sportive des Douanes togolaises (AS DOUANES) a été rebaptisée Association Sportive de l’Office togolais des recettes (AS OTR).

## Palmarès
- Championnat du Togo
  - Champion : 2002, 2005

- Coupe du Togo
  - Vainqueur : 2004

## Anciens joueurs
- Ismaila Atte-Oudeyi
- Albert Batsa
- Daré Nibombé
- Tadjou Salou

## Voir Aussi
- Association sportive des chauffeurs de la Kozah
- Association sportive de la forêt sacrée